# Ву Цзяньсюн
Ву Цзяньсюн (также известна как мадам Ву; кит. трад. 吳健雄, упр. 吴健雄, пиньинь Wú Jiànxióng, палл. У Цзяньсюн; англ. Chien-Shiung Wu; 31 мая 1912, Тайцан — 16 февраля 1997, Нью-Йорк) — американский физик китайского происхождения. Участвовала в Манхэттенском проекте. Экспериментально доказала нарушение пространственной чётности в слабых взаимодействиях, этот эксперимент назван её именем (опыт Ву).
Член Национальной академии наук США (1958), иностранный член Китайской академии наук (1994).

## Биография
Предки Ву происходили из Тайюаня, провинция Шаньси, но сама она родилась в Тайцане провинции Цзянсу, в 1929 поступила в Национальный центральный университет, в 1930—1934 обучалась на физическом факультете Центрального университета Нанкина, в 1934—1936 занималась научной работой при университете.
В 1936 уехала на учёбу в США вместе с подругой из Тайюаня Дун Жофэнь, химиком. Ву закончила обучение в Калифорнийском университете в Беркли, там же в 1940 году получила степень доктора философии по физике. Из-за второй мировой войны и последовавшей смены власти в Китае Ву осталась в США, вышла замуж за физика Люка Юаня. Испытав из-за сексистских ограничений сложности с работой, она вместе с мужем переехала на Восточное побережье, где преподавала в Принстонском и Колумбийском университетах. Там же в 1944 году она приняла участие в Манхеттенском проекте — занималась обогащением урана.
В 1965 году вышла в свет монография Ву «Бета-распад».
В 1973 году посетила Китай. Во время этой поездки обнаружила, что могилы родителей разорены, а брат и дядя погибли во время культурной революции.
В 1975 году стала президентом Американского физического общества, Ву — первая женщина на этом посту.
В публичных выступлениях Ву Цзяньсюн заявляла о недопустимости сексизма и о равном праве женщин заниматься наукой: «Я сомневаюсь, что найдётся непредвзятый человек, который считает женщин недостаточно интеллектуальными для работы в науке и технике»; «не думаю, что для крошечных атомов и ядер, математических символов или молекул ДНК есть хоть какая-то разница, кто ими занимается — мужчины или женщины».
В 1997 скончалась от инсульта. Похоронена в Китае неподалёку от школы, основанной её отцом ради дочери, во дворе этой школы стоит памятник Ву Цзяньсюн.

## Вклад в науку
В 1956 Ли Чжэндао и Янг Чжэньнин предложили Ву поставить эксперимент для проверки их новой теории слабых взаимодействий, которая была построена без использования закона сохранения пространственной чётности. Этот опыт, известный ныне как «опыт Ву», был поставлен под её руководством в 1956 и показал, что закон сохранения чётности не работает в слабых взаимодействиях. Научное сообщество поначалу восприняло этот результат с недоверием, однако повторение экспериментов, как сходных по схеме с опытом Ву, так и принципиально отличных, подтвердило полученные ею результаты. Позднее Ли и Ян были удостоены Нобелевской премии по физике, а Ву осталась без награды, что было воспринято многими как проявление сексизма, а именно эффекта Матильды.
В дальнейшем Ву исследовала молекулярные изменения в гемоглобине, вызывающие серповидноклеточную анемию.

## Награды и признание
- 1948 — Избрана членом Американского физического общества
- 1962 — John Price Wetherill Medal[англ.]
- 1963 — Премия Комстока
- 1975 — Национальная научная медаль США, «За ее гениальные эксперименты, которые привели к новому и удивительному пониманию распада радиоактивного ядра»[5][6]
- 1975 — Премия Тома Боннера, «За новаторскую работу в области бета-распада и, в частности, за проведение исключительно точных экспериментов, имеющих решающее значение для раскрытия природы слабых взаимодействий»[7][8]
- 1978 — Премия Вольфа по физике, «За исследования сил слабого взаимодействия, способствовавшие установлению точной формы, а также несохранения чётности, для этого вида сил»[9]
- 1986 — Почётная медаль острова Эллис
- 1990 — В честь Ву назван астероид 2752 Ву Цзяньсюн[англ.].
- 2021 — Изображена на почтовой марке США[10]

## Избранные публикации
- Wu C. S., Shaknov I. The Angular Correlation of Scattered Annihilation Radiation // Physical Review. — 1950. — Vol. 77, № 1. — P. 136. — doi:10.1103/PhysRev.77.136.
- Wu C. S., Ambler E., Hayward R. W., Hoppes D. D., Hudson R. P. Experimental Test of Parity Conservation in Beta Decay // Physical Review. — 1957. — Vol. 105, № 4. — P. 1413-1415. — doi:10.1103/PhysRev.105.1413.
- Ву Ц. С. Нейтрино // Теоретическая физика 20 века / Под ред. Я. Смородинского . — М.: ИЛ, 1962. — С. 290—356.
- Ву Ц. С., Мошковский С. А. Бета-распад. — М.: Атомиздат, 1970. — 397 с.
- Bardin R. K., Gollon P. J., Ullman J. D., Wu C. S. A search for the double beta decay of 48Ca and lepton conservation // Nuclear Physics A. — 1970. — Vol. 158. — P. 337-363. — doi:10.1016/0375-9474(70)90187-9.
- Hitlin D., Bernow S., Devons S., Duerdoth I., Kast J. W., MacAgno E. R., Rainwater J., Wu C. S., Barrett R. C. Muonic atoms. I. Dynamic hyperfine structure in the spectra of deformed nuclei // Physical Review C. — 1970. — Vol. 1. — P. 1184-1201. — doi:10.1103/PhysRevC.1.1184.
- Huynh B. H., Papaefthymiou G. C., Yen C. S., Groves J. L., Wu C. S. Electronic structure of Fe2+ in normal human hemoglobin and its isolated subunits // Journal of Chemical Physics. — 1974. — Vol. 61. — P. 3750-3758. — doi:10.1063/1.1682561.
- Wu C. S., Kasday L. R., Ullman J. D. Angular correlation of compton-scattered annihilation photons and hidden variables // Il Nuovo Cimento B. — 1975. — Vol. 25. — P. 633-661. — doi:10.1007/BF02724742.